# Balle cylindrico-conique

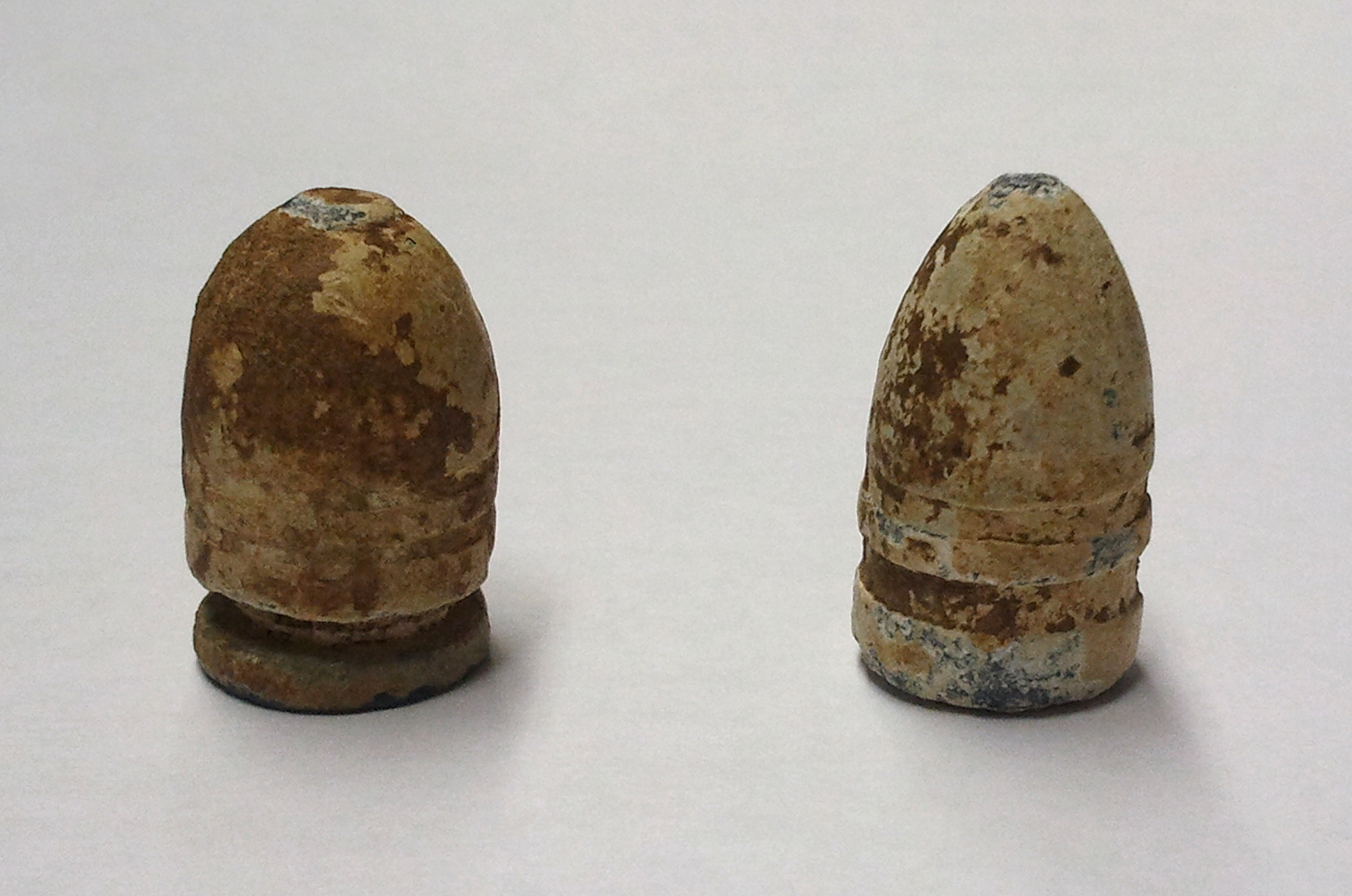
Deux balles cylindrico-coniques utilisées durant la guerre de Sécession.

La balle cylindrico-conique a été inventée par le capitaine britannique John Norton du 34e régiment en 1832. Elle avait une base creuse afin que lors du tir elle se déformât, faisant ainsi l'étanchéité avec le canon. L'origine de cette idée est intéressante : lorsque dans le sud des Indes il examina l'extrémité des flèches des indigènes, il constata que leur base était formée d'une substance élastique, qui par sa déformation entrait en contact avec la sarbacane jouant le rôle de joint.
En 1836, W. Greener, un armurier londonien, améliora la balle de Norton en ajoutant un sabot de bois conique. Bien que ces inventions aient été rejetées par le British Ordnance Department, l'idée a été reprise en France, et en 1849 M. Minié adopta la conception de Greener et proposa la balle Minié."